# Artefacto (UML)
En el Lenguaje Unificado de Modelado (UML), un artefacto es la especificación de un componente físico de información que es usado o producido por un proceso de desarrollo de software, o por el desarrollo y operación de un sistema.
Ejemplos de artefactos incluyen modelo de archivos, archivos fuentes, scripts, archivos binarios ejecutables, una tabla en una base de datos, un development deliverable, o un documento de procesamiento de texto, como un mensaje de correo electrónico.
En UML 2.0, los artefactos son las entidades físicas que son desplegadas en Nodos, Dispositivos y Ambientes de Ejecución. Otros elementos de UML, tales como las clases y los componentes, son primero manifestados como artefactos, y las instancias de dichos artefactos son luego desplegados. Los artefactos pueden también estar compuestos por otros artefactos.